# Karaberd (Shirak)
Karaberd (in armeno Քարաբերդ?) è un comune di 1 090 abitanti (2001) della provincia di Shirak in Armenia.